# Miroslava Šternová
Miroslava Šternová známá jako Miroslava Stern a Miros Mango (26. února 1925/1926 Praha – 9. března 1955 Ciudad de México, Mexiko) byla mexická herečka českého původu. Natočila přes 30 filmů, poslední z nich – Pokus o zločin – s režisérem Luisem Buñuelem.

## Život
Miroslava vyrůstala se svou matkou a adoptivním otcem, Židem Oskarem Leo Sternem, hlavním lékařem lázní Teplice nad Bečvou. Koncem 30. let se rodina z obav před blížící se válkou odstěhovala do Mexika. Matka jí zemřela v roce 1945 na rakovinu, což se stalo příčinou Miroslaviných těžkých depresí.
V roce 1946 se vdala za Mexičana Jesúse Gómeze Obregóna, ale ještě téhož roku se rozvedli, když se ukázalo, že svatba byla pokusem utajit manželovu homosexuální orientaci v bigotně katolickém prostředí. Ve stejné době dostala první roli. V roce 1947 už hrála ve čtyřech mexických filmech a poprvé v hollywoodském filmu, a to Casanovova dobrodružství režiséra Roberta Gavaldona.
Jejím předposledním filmem se v roce 1954 stala Škola vandráků režírovaná Rogeliem A. Gonzálezem, posledním o rok později film Luise Buñuela Pokus o zločin, známý také pod názvem Zločinný život Archibalda de la Cruz. Už během natáčení trpěla depresemi a brala mnoho léků.
Prožila krátký vztah se slavným španělským toreadorem Luisem Miguelem Dominguínem, který jí údajně slíbil sňatek. V březnu 1955 si však přečetla v novinách, že se oženil s italskou herečkou Luciou Bosèovou. Několik dní poté se rozhodla ukončit svůj život, předávkovala se barbituráty.

## V umění
O Miroslavě natočil roku 1993 mexický režisér Alejandro Pelayo celovečerní životopisný film Miroslava, na motivy jejího života vznikla divadelní hra i novela.